# Басов, Алексей Дмитриевич
Алексе́й Дми́триевич Ба́сов (1929, с. Кличено, Центрально-Чернозёмная область — 1985) — строитель, бригадир комплексной бригады строительного управления № 93 треста Мосстрой № 26 Главмоспромстроя. Герой Социалистического Труда (1974), лауреат Государственной премии СССР.

## Биография
В 1947 приехал в Видное, где окончил курсы каменщиков при Московском коксогазовом заводе. Работал в бригаде И. И. Смольянинова на строительстве завода. В 1956 году возглавил комплексную бригаду строительного управления № 93 треста Мосстрой № 26 Главмоспромстроя, на счету которой множество объектов, построенных в Видном: жилые дома по улицам Заводская, Гаевского, Строительная, Школьная, Советская, в микрорайоне Ленинского комсомола; Дом культуры МКГЗ, кафе-столовая, баня (Советская пл.), мебельный магазин (ул. Заводская), школа № 1 (ул. Школьная), водозаборный узел, очистные сооружения. Все члены бригады владели смежными специальностями.
В 1972 году бригада строителей А. Д. Басова выступила с почином «Работать высокопроизводительно, без травм и аварий», который был широко поддержан и ныне остаётся актуальным. Его система безопасности труда была построена на трёх постулатах: самодисциплина, строгий контроль и внимательность. В бригаде А. Д. Басова на протяжении 28 лет не было травм и увечий на стройплощадках.

### Семья
Дочь — Елена.

## Награды
- Активист социалистического труда[нем.] (ГДР, Франкфурт/Одер, 10.6.1973)[5]
- Звание Героя Социалистического Труда с вручением медали «Серп и Молот» и ордена Ленина (март 1974)
- Государственная премия СССР (1977)[3][10]
- золотой Почётный знак Общества германо-советской дружбы[5].

## Память
- Об А. Д. Басове написана книга:
  - Плотников А. В. Видные этажи Басова : очерки о бригадире строителей СУ-93 Герое Социалистического Труда Алексее Дмитриевиче Басове. — Видное : МАУК «ВДК» Видновские вести, 2012. — 215 с. — (Люди нашего края). — 1000 экз.
- На доме № 74 по Школьной улице (Видное), где жил А. Д. Басов, в 2013 году установлена памятная доска[3][4].